# L'occhio nel cielo
L'occhio nel cielo o Occhio nel cielo (Eye in the Sky) è un romanzo di fantascienza scritto nel 1957 da Philip K. Dick.

## Trama
La storia inizia il 2 ottobre 1959 a Belmont, in California. Si deve ricordare che il romanzo venne completato da Dick nel 1955, per cui il '59 era per lui nel futuro, per quanto prossimo. Jack Hamilton è un ingegnere che lavora in un'industria missilistica impegnata nella difesa. Essendo questi gli anni della Guerra fredda, la paura di spie e infiltrati sovietici è al massimo. Jack viene interrogato sull'attività politica della moglie, che è impegnata sul fronte dei diritti civili; sulla base di accuse formulate dal responsabile della sicurezza dell'azienda, McFeyffe, Jack viene sospeso dal lavoro.
Subito dopo Jack, sua moglie e altre sei persone, incluso McFeyffe, visitano il Bevatrone, un acceleratore di particelle, ma un malfunzionamento della macchina fa sì che la piattaforma panoramica sulla quale si trovano per osservare l'impianto si disintegri, e gli otto cadano perdendo i sensi. Si risvegliano in un mondo diverso da quello che ricordano; un universo dove domina uno strano culto religioso dove i peccati vengono puniti immediatamente da una divinità anche troppo presente.
In breve tempo gli otto capiscono di trovarsi nel mondo immaginato da uno di loro, Arthur Sylvester, un fanatico religioso cattolico, in realtà un ipocrita moralista ortodosso. Riuscito a evadere dal mondo di Sylvester, il gruppo di personaggi si trova non nel mondo reale, ma in quello immaginato da un altro di loro, e poi in un altro, tentando disperatamente di tornare nella loro realtà. Strada facendo si scopre che McFeyffe è in realtà un fanatico comunista agli ordini dell'Unione Sovietica. Solo dopo questa scoperta gli otto riusciranno a tornare nel loro mondo, o almeno in un mondo che sembra abbastanza normale. Jack, lasciata l'azienda aerospaziale, entrerà in affari con Bill Laws, il giovane afroamericano che li ha guidati a visitare il Bevatrone, e costruirà impianti hi-fi d'alta qualità.

## Temi ricorrenti
- Irruzione del divino. Nel mondo immaginato da Arthur Sylvester più volte Dio interviene nella vita degli uomini;
- Pseudo-mondi. Durante il coma, tutti i personaggi si ritrovano nel mondo sognato da uno di loro, con dinamiche molto simili ad Ubik;
- Tradimento del protagonista con una prostituta presente in tutti i mondi sognati.

## Edizioni
(elenco parziale)
- Philip K. Dick, Eye in the Sky, Ace Books, 1957,  p. 255.
- Philip K. Dick, L'occhio nel cielo, traduzione di Beata Della Frattina, Urania, n. 201, Arnoldo Mondadori Editore, 1959.
- Philip K. Dick, L'occhio nel cielo, traduzione di Maurizio Nati, collana Tascabile Immaginario Fanucci, Fanucci Editore, 1998.
- Philip K. Dick, Occhio nel cielo, traduzione di Paolo Parisi Presicce, in Opere scelte, collana I Meridiani, Arnoldo Mondadori Editore, 2025.
- Philip K. Dick, Occhio nel cielo, traduzione di Paolo Parisi Presicce, collana Oscar moderni, Arnoldo Mondadori Editore, 2025.